# Panicum mueense
Panicum mueense är en gräsart som beskrevs av Hyacinthe Julien Robert Vanderyst. Panicum mueense ingår i släktet vipphirser, och familjen gräs. Inga underarter finns listade i Catalogue of Life.